# Lies Laridon
Lies Laridon (16 mei 1969) is een Belgisch politica voor de CVP en diens opvolger CD&V. 

## Levensloop
Ze is de dochter van Hendrik Laridon, die het laatste kwart van de 20ste eeuw burgemeester van Diksmuide was. Laridon doorliep haar secundair onderwijs aan het St-Aloysiuscollege te Diksmuide, alwaar ze Latijn-Griekse volgde. Vervolgens studeerde ze economische wetenschappen, opties 'monetaire economie' en 'economie en overheid' aan de Katholieke Universiteit Leuven, waar ze in 1991 afstudeerde als licentiaat. Van 1999 tot 2002 volgde ze een opleiding tot verzekeringsmakelaar aan SYNTRA Brugge.
In 1993 werd ze OCMW-raadslid te Diksmuide, een functie die ze uitoefende tot de gemeenteraadsverkiezingen van 2000. Vervolgens was ze van 2001 tot 2006 gemeenteraadslid in deze stad. Tevens werd ze verkozen tot West-Vlaams provincieraadslid. In 2007 volgde ze Geert Debaillie op als burgemeester van Diksmuide. Ze bleef burgemeester tot eind 2024. Bij de verkiezingen van 13 oktober 2024 werd ze stemmenkampioen van Diksmuide maar verliet ze toch de gemeenteraad waardoor haar Herlinde Rollez, die tweede meest stemmen haalde,  eerste schepen kon worden. Laridon werd wel nog lid van het bijzonder comité van de sociale dienst in Diksmuide.

## Onderscheidingen
- Ridder in de Leopoldsorde
- Officier in het Legioen van Eer